# توری ریزمیوه
لاگرسترمیا میکروکارپا (نام علمی: Lagerstroemia microcarpa) نام یک گونه از تیره حناییان است.